# 아일랜드의 지리

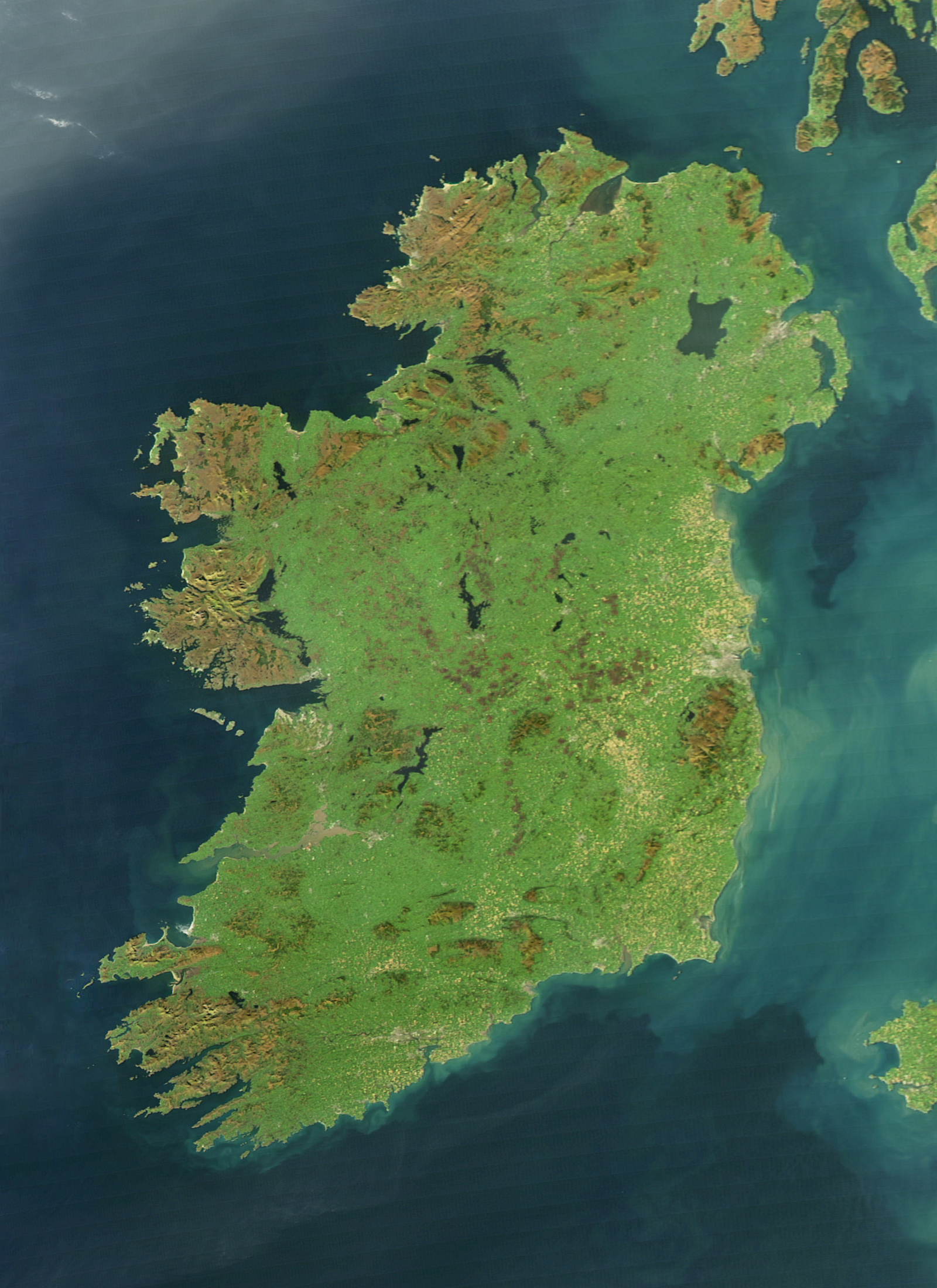

아일랜드는 북대서양에 있는 북유럽의 섬이다. 이 섬은 유라시아판의 일부인 유럽 대륙붕에 위치해 있다. 섬의 주요 지리적 특징은 해안 산으로 둘러싸인 낮은 중앙 평야이다. 가장 높은 봉우리는 캐런투얼산(아일랜드어: Corrán Tuathail)으로 해발 1,039 미터 (3,409 ft)이다. 서쪽 해안선은 험준하며 섬, 반도, 곶, 만이 많다. 이 섬은 360.5 km (224 mi)의 강어귀와 102.1 km (63 mi)의 하구로 구성된 섀넌강에 의해 양분된다. 이 강은 얼스터의 캐번주에서 남쪽으로 흘러 리머릭 바로 남쪽에서 대서양과 만난다. 아일랜드의 강을 따라 수많은 호수가 있는데, 그 중 네이호가 가장 크다.
정치적으로 이 섬은 섬의 약 6분의 5를 관할하는 아일랜드 공화국과 나머지 6분의 1을 관할하는 영국의 구성 국가인 북아일랜드로 구성되어 있다. 그레이트 브리튼섬의 서쪽에 위치하며 대략 북위 53°  서경 8°  / 북위 53°  서경 8° 에 위치한다. 총 면적은 84,421 km2 (32,595 mi2)이다. 아일랜드해를 사이에 두고 영국과 분리되어 있으며, 켈트해를 사이에 두고 유럽 본토와 분리되어 있다.
아일랜드는 영국 및 영국에서는 영국 제도로 알려진 맨섬을 포함한 인근 섬과 함께 북서 유럽 군도에서 두 번째로 큰 대륙을 형성한다.